# باريتا (كانتون)
باريتا (بالإسبانية: Parrita)‏ هو الكانتون التاسع في محافظة بونتاريناس في كوستاريكا. و يغطي الكانتون مساحة 478.79 كم مربع،
كما يقارب عدد سكانه 12,877 نسمة. و تدعى مدينته الرئيسية بـباريتا دي بونتاريناس.
يمتد الكانتون على ساحل المحيض الهادئ بين مصبي نهري توسوبريس و داماس. و يحاط الكانتون بالعديد من الأنهار التي تجري في وديان سلسلة الجبال الساحلية.
كانتون باريتا هو أحد الكانتونين في كوستريكا اللذان لم يقسما إلى مقاطعات، لذا فإن الكانتون يقدم الخدمات، و الوظائف الأخرى على مستوى مقاطعة و ليس كانتون.
تم تأسيس هذا الكانتون في 5 تموز 1971.